# 霍尔姆盾章
霍尔姆盾章（德语：Cholmschild）是一项颁发给在1942年1月21日-5月5日之间在霍尔姆包围圈中作战的德军官兵的军事奖章。该奖章设立于1942年7月1日，是德军战役盾章中最为稀有的一款，大约只有5500人获得过这一荣誉。该章于1943年4月1日停止颁发 。

## 背景和设计
1942年1月，苏联红军开始了针对德军的一系列反攻。在这一系列行动中，由德军占领的霍爾姆在1月18日遭到苏军攻击。到了1月21日，红军已完成对霍尔姆的包围并切断了该城与外界的联系，霍尔姆口袋就此形成。包围圈中的德军部队由国防军、空军及警察人员组成，指挥官为国防军中将特奥多尔·舍雷尔（Theodor Scherer）。这支部队在被包围期间一直接受着来自空军的补给，最终于1942年5月5日被解救。
在霍尔姆被解围后，Schlimmer（职务为Polizei-Rottwachtmeister）设计了一个纪念盾章并上交阿道夫·希特勒审批。Richard Klein教授（德国艺术家）之后又对设计方案进行了一些小改动。
该奖章外轮廓为盾形，一个大型的“展翅”国防军风格雄鹰（抓着一个带有卐字徽的铁十字）位于盾章中央。在鹰徽下方是全大写字母CHOLM，以及日期“1942”。所有盾章的制作工艺均为凹面冲压，材质为金属，上面还镀有银色图层。盾徽后面还装有一块背板，背板上有数个尖齿，后面还固定有一块带色布料。  。1957年，霍尔姆盾章获得者被允许佩戴经去纳粹化（去掉了卐字徽）后的盾章。

## 获頒标准
- 在特定时间（1942年1月21日-5月5日） [1] [2]内于霍尔姆包围圈内光荣服役；或
- 为执行重新补给任务而乘飞机降落在包围圈内的机场上进入包围圈

该盾章佩戴在陆军人员及空军人员的制服左袖上部。另外还有一个宽度约为16毫米的别针版盾章，用于配戴在平民服装的左边翻领上。而获得过多枚战役盾章（比如克里米亚盾章或纳尔维克盾章）的军人则可以将盾章全部佩戴在袖子上（每个盾章之间间隔半厘米）。拥有这三枚盾章的人应当按如下顺序佩戴盾章：纳尔维克盾章在最上，霍尔姆盾章在中间，克里米亚盾章在最下（按时间顺序佩戴）。